# Shinji Murai
Shinji Murai (村井 慎二?, Murai Shinji; Prefettura di Chiba, 1º dicembre 1979) è un ex calciatore giapponese, di ruolo centrocampista.